# リップ・ホーク
リップ・ホーク（Rip "The Profile" Hawk、本名：Harvey Maurice Evers、1930年6月6日 - 2012年12月22日）は、アメリカ合衆国のプロレスラー。ノースカロライナ州シャーロット出身。
スウェード・ハンセンとのブロンド・ボンバーズ（The Blond Bombers）など、タッグマッチの名手として活躍、日本では「タッグの解体屋」の異名を付けられた。駆け出し時代のリック・フレアーも、彼のパートナーに起用されて飛躍のきっかけを掴んだ。

## 来歴
デビュー後の1950年代は、ノースカロライナをはじめイリノイやオハイオ、セントラル・ステーツなど各地を転戦。ジョージアではフレッド・ブラッシー、セントルイスではカウボーイ・ボブ・エリスやジョニー・バレンタインと対戦し、ジン・キニスキーともタッグを組んだ。1961年10月23日にはホームタウンのシャーロットにて、バディ・ロジャースのNWA世界ヘビー級王座に挑戦している。
1962年より、地元ノースカロライナを本拠地とするミッドアトランティック・チャンピオンシップ・レスリング（MACW）にて、スウェード・ハンセンとの金髪のヒール・タッグチーム、ブロンド・ボンバーズを結成。以降、小型ラフファイターの司令塔ホークと巨漢パワーファイターの執行者ハンセンというコンビネーションのもと、各地のタッグマッチ戦線を席巻。1965年8月3日にはフロリダにてデューク・ケオムカ&ヒロ・マツダからNWA世界タッグ王座を獲得。1967年5月には日本プロレスに揃って来日、アントニオ猪木&吉村道明が保持していたアジアタッグ王座に挑戦した。
1968年6月には主戦場のMACWにてエドワード・カーペンティア&ミゲル・ペレスを下し、NWA大西洋岸タッグ王座の初代チャンピオン・チームとなる（以降もネルソン・ロイヤル&ポール・ジョーンズなどのチームを抗争相手に、通算4回に渡って戴冠）。ジム・バーネットが主宰していたオーストラリアのワールド・チャンピオンシップ・レスリングにも遠征し、1970年4月にバディ・オースチン&カーティス・イヤウケアから豪州版のIWA世界タッグ王座を奪取した。主戦場のMACWでは1972年にジン・アンダーソン&オレイ・アンダーソンのミネソタ・レッキング・クルーと抗争。シングルでも実績を残し、同年上期にジャック・ブリスコ、下期にジェリー・ブリスコを相手にNWAイースタン・ステーツ・ヘビー級王座を争い、通算4回に渡ってブリスコ兄弟から同王座を奪取している。
1973年末より一時MACWを離れて単身でフロリダ地区に転戦していたが、その間にスウェード・ハンセンがベビーフェイスに転向。1974年のMACW復帰後はハンセンを裏切り者呼ばわりして遺恨試合を展開し、若手ヒールのリック・フレアーを自分の「甥」と称して新パートナーに起用。7月4日にはNWAミッドアトランティック・タッグ王座を獲得、フレアーにとっては初のタイトル戴冠となった（デビュー2年目のグリーンボーイだった当時のフレアーは、それまで経験したことのない多くのことをホークから学んだと自著で述懐している）。
以降はハンセンと袂を分かち、1975年はNWFの残党が参画していたアメリカ北東部の独立団体IWAに出場、ネルソン・ロイヤル、ディノ・ブラボー、ジノ・ブリット、マイティ・イゴール、アルゼンチン・アポロ、テキサス・マッケンジーなどと対戦し、ミル・マスカラスが保持していたIWA世界ヘビー級王座にも再三挑戦した。
1976年、テキサス西部のアマリロ地区にてハンセンとのブロンド・ボンバーズを再結成。エイブ・ジェイコブズ&ペッツ・ワトレーなどのチームを破り、翌1977年にかけてNWAウエスタン・ステーツ・タッグ王座を通算3回獲得した（その間の1976年10月には、単身で新日本プロレスに参戦、9年ぶりの来日を果たしている）。アマリロではドリー・ファンク・ジュニア&テリー・ファンクのザ・ファンクスとも対戦。ファンクスはアンドレ・ザ・ジャイアント、ボンバーズはサイクロン・ネグロと組んでの6人タッグマッチも行われた。
1977年後半にハンセンがアマリロを離れてチームは正式に解散したが、ホークは1980年まで同地区に定着してリッキー・ロメロらと抗争。キャリア末期の1981年はカルガリーのスタンピード・レスリングに出場していた。
晩年はテキサス州ハーフォードに居住し、1990年代はYMCAにてレスリングのコーチをしていた。2007年には、すでに他界していたハンセンと共にミッドアトランティック版のNWA殿堂に迎えられた（殿堂入りのインダクターは、彼らのマネージャーを務めていたゲーリー・ハートが担当した）。
2012年12月22日、心臓病のため死去。82歳没。

## 得意技
- ネックブリーカー[5]
- パイルドライバー[1]

## 獲得タイトル
ミッドアトランティック・チャンピオンシップ・レスリング
- NWAイースタン・ステーツ・ヘビー級王座：4回[13]
- NWA大西洋岸タッグ王座：4回（w / スウェード・ハンセン）[10]
- NWAミッドアトランティック・タッグ王座：1回（w / リック・フレアー）[15]

チャンピオンシップ・レスリング・フロム・フロリダ
- NWA世界タッグ王座（フロリダ版）：1回（w / スウェード・ハンセン）[9]
- NWAフロリダ・タッグ王座：1回（w / ロジャー・カービー）[21]

NWAウエスタン・ステーツ・スポーツ
- NWAロッキー・マウンテン・ヘビー級王座：1回[22]
- NWAウエスタン・ステーツ・タッグ王座：3回（w / スウェード・ハンセン）[17]

サウスウエスト・スポーツ・インク
- NWAテキサス・ヘビー級王座：1回
- NWA世界タッグ王座（テキサス版）：1回（w / ロック・ハンター）

ワールド・チャンピオンシップ・レスリング（オーストラリア）
- IWA世界タッグ王座：1回（w / スウェード・ハンセン）[11]